# Willem Witsen
Willem Arnoldus (Willem) Witsen (Amsterdam, 13 augustus 1860 – aldaar, 13 april 1923) was een Nederlands schilder, tekenaar, etser, graficus, fotograaf en schrijver. Hij kwam uit de welgestelde patriciërsfamilie Witsen, waartoe ook de 17e-eeuwse regenten Cornelis Jan Witsen en diens zoon Nicolaes Witsen behoorden.

## Jeugd en opleiding
Willem Witsen was een zoon van de koopman in ijzer Jonas Jan Witsen (1819-1901) en Jacoba Elisabeth Bonekamp (1826-1873). Hij groeide op aan de Prinsengracht 530 te Amsterdam. In 1867 verhuisde de familie naar het Westeinde, in het hoekhuis met de Nicolaas Witsenkade. Van 1876 tot 1884 nam hij tekenlessen aan de Rijksakademie van beeldende kunsten aan de Stadhouderskade; aanvankelijk 's avonds, vanaf 1878 voltijds. In die periode was hij ook bestuurslid van de naar de schutspatroon van de schilderkunst vernoemde kunstenaarsvereniging Sint Lucas. In 1880 werd hij vrijgesteld voor militaire dienst; zijn fysieke kenmerken werden genoteerd. Tot december 1881 verbleef hij samen met Piet Meiners in Antwerpen om daar lessen te nemen, waarna hij weer de academie in Amsterdam opzocht.

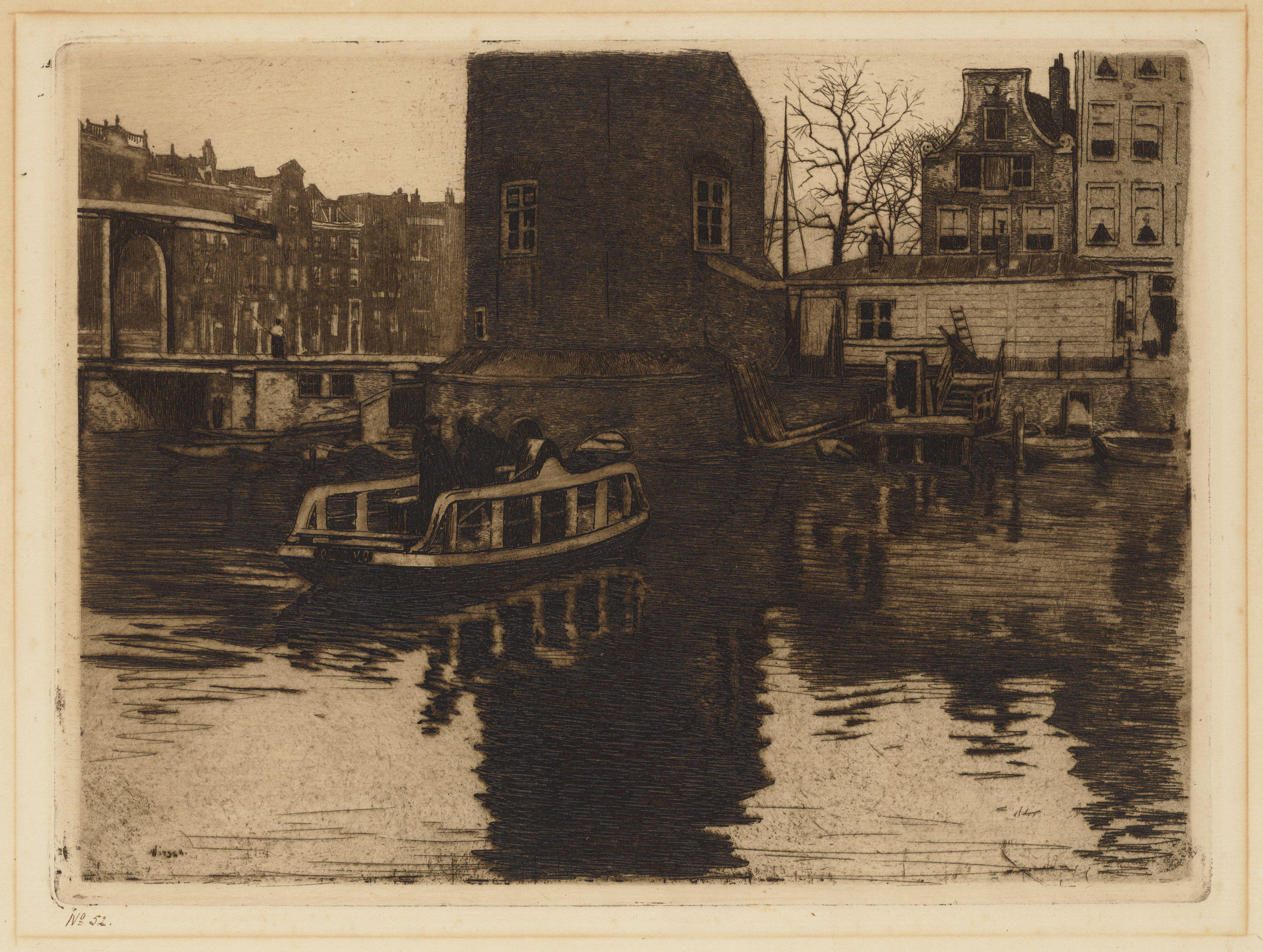
De Montelbaanstoren, 1897; Witsen had tijdelijk een atelier ertegenover; de aquatint-prent is in spiegelbeeld afgedrukt.

## Leven
De jaren 1883-1887 vormden een belangrijke periode in het leven van Willem Witsen: jaren waarin hij uitgroeide van student aan de Amsterdamse Rijksakademie tot een professioneel kunstenaar. Hij sloot al gauw vriendschappen met beeldend kunstenaars en literatoren en ontwikkelde zich snel tot een sleutelfiguur binnen een netwerk van gelijkgestemden - jonge, ambitieuze kunstenaars die zich beschouwden als grote vernieuwers in kunst en literatuur.
In 1884 besloot Witsen de academie te verlaten. Nog in het onzekere over een precieze invulling van de tijd, vestigde hij zich op Ewijckshoeve bij Lage Vuursche, het buitenhuis van de familie, door zijn vader in 1881 gekocht, waar hij tot 1887 zou verblijven. Hij schreef zijn vriend Jan Veth daarover:
 ' 'k Ben hier heerlijk aan 't werk – de dagen vliegen om met 'n onrustbarende snelheid. Niets dan onrust. Uitscheiden wanneer je goed op weg komt; inspannen om te maken wat er niet in wil; dan vol vertrouwen, dan weer moedeloos – zonder moed, zonder geloof vloekende tegen eigen onmacht..' 
Door deze beslissing om Amsterdam te verlaten nam Witsen bewust afstand van het intensieve vriendschapsleven in de stad. Die groepsdynamiek trok hem enerzijds aan, maar leidde hem ook af en belemmerde hem in zijn werk. Waar Witsen voorheen levendige conversaties over kunst voerde in een van de vele Amsterdamse cafés, concentreerde hij zich deze jaren in de stilte van de natuur. Dit schijnbaar teruggetrokken bestaan van Witsen maakte echter niet dat hij zijn centrale positie in het Amsterdamse verenigingsleven kwijtraakte, ook al omdat er veel Amsterdams bezoek kwam.
Vanaf april 1887 keerde hij terug naar Amsterdam en gebruikte enkele maanden het atelier van zijn vriend George Breitner aan de Oude Schans 5 te Amsterdam, met uitzicht op de Montelbaanstoren. Van 1888 tot 1891 verbleef hij in Camden (Londen). Hier zag hij het werk van James McNeill Whistler en kreeg hij interesse in fotografie. In 1891 keerde hij terug naar Amsterdam waar hij lid werd van kunstenaarsvereniging Arti et Amicitiae.
Witsen behoorde tot de Tachtigers, een groep jonge kunstenaars met grote artistieke en zelfs politieke invloed in de jaren tachtig van de 19e eeuw. Schilders als George Hendrik Breitner, Isaac Israëls, Eduard Karsen en Jan Veth, de componist Alphons Diepenbrock en schrijvers als Lodewijk van Deyssel, Albert Verwey, Hein Boeken, Frans Erens en Herman Gorter behoorden tot zijn directe vriendenkring. Het statige pand aan het Oosterpark, waar Israels werkte, werd in 1891 een ontmoetingsplek voor zijn vrienden. Hij was vooral goed bevriend met de dichter Willem Kloos, die een aantal gedichten aan hem had opgedragen in De Nieuwe Gids van oktober 1888. Witsen publiceerde enkele kunstrecensies onder pseudoniem in De Nieuwe Gids en steunde het maandblad financieel.

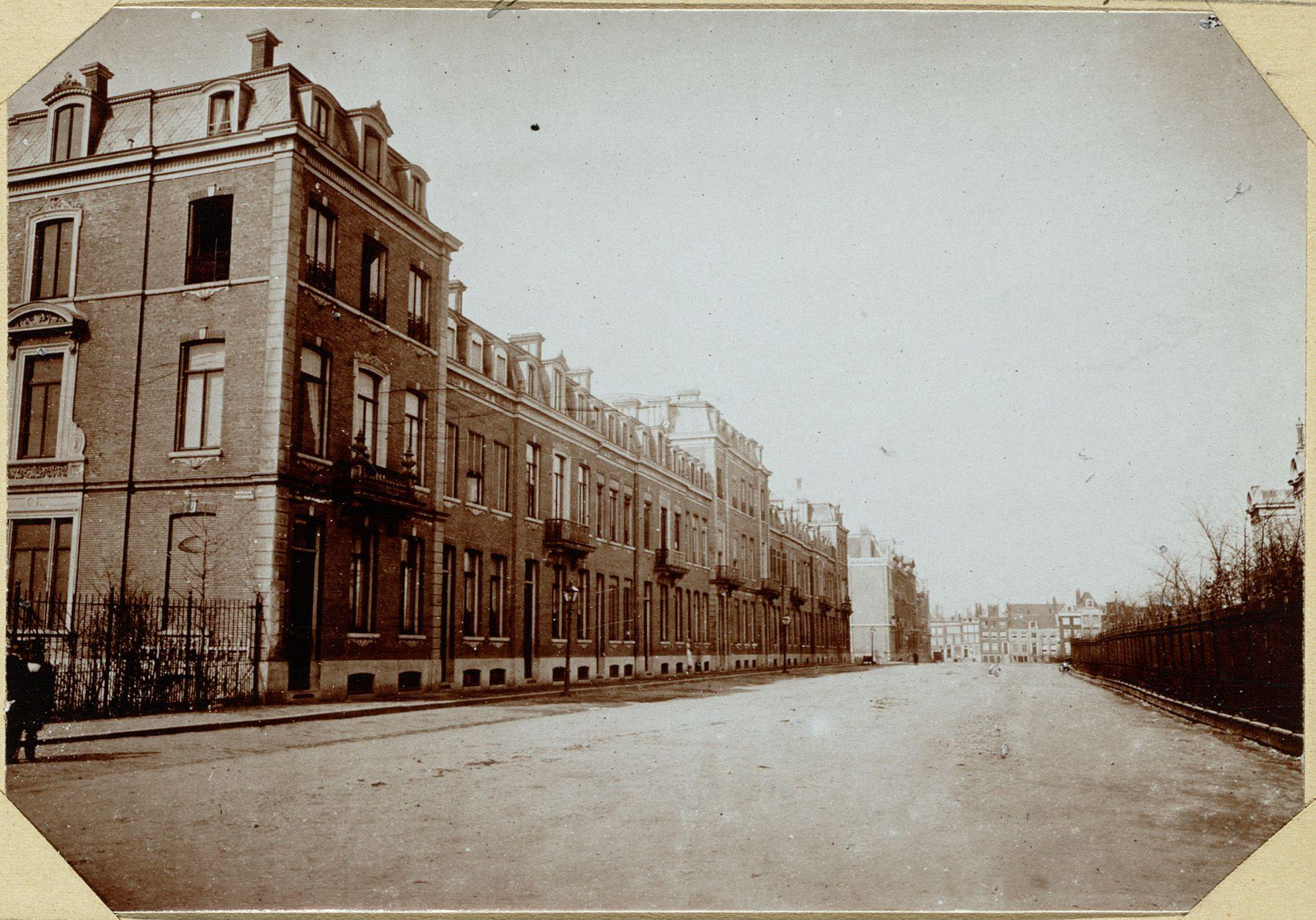
De familie Witsen woonde op Westeinde 28 op de hoek (foto rond 1875)

In 1890 had Witsen zich met de dichter en schrijver Betsy van Vloten, dochter van de hoogleraar en vrijdenker Johannes van Vloten, verloofd. Zij leerden elkaar kennen bij Frederik van Eeden, haar zwager. Hij huurde een kamer in Haarlem - waar Betsy woonde - maar hield ook zijn kamers in Londen aan. In 1893 trouwde het paar en betrok twee jaar later de villa Zonneberg in Ede. Witsen tekende in Laren (NH), Oisterwijk, en in 1898 in Rotterdam. Zijn prenten van Dordrecht maakte hij naar schetsen vanuit een roeibootje. Het echtpaar kreeg drie zonen, maar hun huwelijk zou in juni 1902 worden ontbonden. Willem verhuisde van de Jacob van Lennepkade 63 naar de Overtoom 75. In september 1905 betrok Augusta Maria Schorr, de ex van zijn neef, de tweede verdieping op Oosterpark 82. In mei 1906 liet ook Witsen zich overschrijven. In april 1907 trouwden zij op huwelijkse voorwaarden. Hij schilderde bij Wijk bij Duurstede en Valkeveen, maar gaf het fotograferen op.
In 1914 verbleven zij samen eerst in Leipzig en Venetië; in december vertrokken zij voor acht maanden naar San Francisco. Witsen richtte daar vier zalen in voor de Panama-Pacific International Exposition. In oktober 1920 maakte hij, samen met zijn vrouw en zwager, een reis naar Java, Nederlands-Indië. Ze brachten een bezoek aan de koffieplantage van haar broer en kwamen mei 1921 terug. Twee jaar later overleed hij in het OLVG aan een oude kwaal, bronchitis. Hij werd begraven op de De Nieuwe Ooster, in een graf waar ook Breitner twee maanden later begraven zou worden. Na zijn dood schreef Willem Kloos zijn sonnettenreeks Levensherinneringen aan Willem Witsen.

## Werken
De zwaarmoedige, tobberige Witsen was geen echte impressionist. Daarvoor zijn de vaak winterse voorstellingen onder sombere luchten wat te streng. Tijdens zijn eerste eenmanstentoonstelling, bij kunsthandel Van Wisselingh en Co. in 1895, wilde de verkoop van de donkere schilderijen aanvankelijk niet erg vlotten. Een paar jaar later, na zijn tweede tentoonstelling, bleken zijn Rotterdamse prenten, een Amsterdamse serie, enkele gezichten op Ede, maar vooral een serie aquarellen, een groot succes. Prijzen op de Wereldtentoonstellingen in Parijs en St. Louis bezorgden hem internationale belangstelling.

### Schilderen
Aanvankelijk werd Witsen beïnvloed door de schilders van de Haagse School en wilde ook hij landschapsschilder worden. Hij bewonderde Anton Mauve en schreef ook vaak met hem. Samen trokken zij erop uit om te aquarelleren en van hem leerde hij 'figuren, spiegelend in plassen' te schilderen. Hoewel zijn schilders-oeuvre vele landschappen en portretten beslaat, vormen zijn stadsgezichten toch het hoogtepunt van zijn werk. De eerste stadsgezichten van Amsterdam maakte hij vanuit zijn atelier aan de Oude Schans in 1887-89; van hieruit keek hij vrij uit op de Montelbaanstoren, die hij vele malen heeft geschilderd. Hij had een voorkeur voor de enigszins vervallen gedeelten van de stad, zoals de achtergevels van de huizen aan de Oudezijds Achterburgwal, maar ook de rijke grachten met de boogbruggen konden hem bekoren. Als het weer goed was huurde hij een roeiboot om vanaf de oude wallen en grachten schetsen te maken. Witsen begon meestal met het maken van schetsen in zwart krijt, waarin hij de namen van de kleuren aangaf. Deze schetsen werkte hij aanvankelijk thuis uit. Had hij eenmaal een geschikte uitsnede gevonden, dan maakte hij van dezelfde locatie dikwijls zowel een ets, een aquarel en een olieverfschilderij. Het schilderij met gezicht op de Schreierstoren vanaf het IJ geeft een goed beeld van hoe Willem Witsen bij het aquarelleren te werk ging. Na het opzetten van de eerste schets, bouwde hij de waterverftekening losjes op, in verschillende lagen over elkaar. Deze lagen sponsde hij telkens weer af, waardoor een mistige atmosfeer ontstond en de achtergronden vaag bleven. Door de gelaagdheid schemeren de onderliggende kleuren zachtjes door de bovenliggende lagen heen. De voorgrond, of dat wat de schilder naar voren wilde halen, werkte hij gedetailleerder uit. Verstilde Amsterdamse stadsgezichten, zoals die van de Herengracht en Leidsegracht, Turfschepen in de Oude Schans en Huizen langs de Oude Waal behoren zo tot zijn sterke werken. Tussen 1910/11 en 1914 experimenteerde Witsen met een drijvend atelier om vanaf het water te kunnen werken en daar ter plekke zijn schetsen om te kunnen zetten naar etsen of aquarellen. Dat is duidelijk te zien aan het lage gezichtspunt in veel van zijn werk, bijvoorbeeld Pakhuizen aan een Amsterdamse gracht op Uilenburg. Hij maakte ook schilderijen (en prenten) van zijn Venetiaanse indrukken, opgedaan tijdens zijn korte verblijf daar, in 1914. Gedurende zijn hele carrière schilderde Witsen portretten en bloemstillevens.

### Etsen

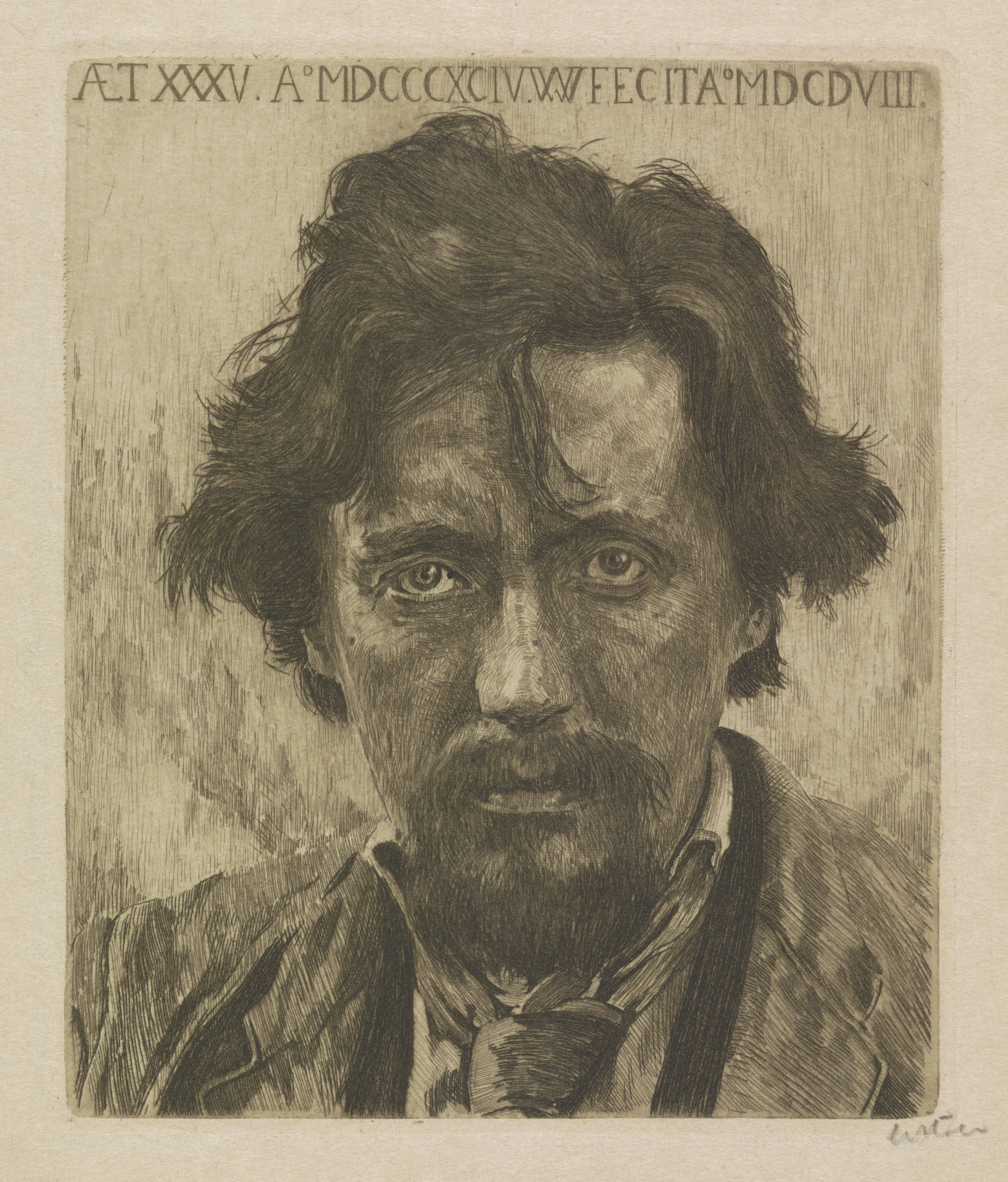
Portret van Willem Kloos

Behalve schilder is Witsen een belangrijke graficus geworden. In 1885 richtte hij samen met twee kunstliefhebbers de Nederlandse Etsclub op. Hij experimenteerde ook met kleuretsen en aquatinten. Diverse van zijn prenten zijn spiegelbeeldig.
Aeg. W. Timmerman beschreef in een tekst van 1898-99 hoe intensief Witsen zich met het etsen bezighield:
 'Hij [Willem Witsen] is dan ook volkomen vertrouwd met al de moeilijkheden die het vak [etsen] oplevert. Terwijl een aantal etsers zich alleen toeleggen op het eenvoudige teekenen op de te bijten koperen of zinken etsplaat, heeft Witsen zich geoefend in het gebruiken van aqua-tint, vernis-mou, drooge-naald en zwavel-tint en wendt meestal meer dan een deezer procedés in dezelfde ets aan. Een voorbeeld hiervan in zijn "Oude huizen" te Amsterdam. Het vogelkooitje, en een stuk van den muur naast de deur is in aqua-tint, het water zelf in zwaveltint bewerkt. Door deze wijze van werken verstaat hij het zooals geen andere etser in ons land op voortreffelijke wijze niet alleen de stof maar ook de kleur uit te drukken. Bovendien drukt hij zijn etsen allen zelf.. .Maar ook het drukken is Witsen nog niet genoeg. Hij onderzoekt alles waardoor zijn werk nog degelijker, nog spontaner, nog frisscher zou kunnen worden. Zoo heeft hij zijn Brabantsche etsen niet alleen geheel naar de natuur geëtst, maar ook op de plaats zelf geheel gebeten, waardoor hij een uiterst reine zuiverheid en frischheid van toon bereikt.' 

### Fotografie
Witsen schilderde niet alleen buiten, maar ook in zijn atelier. Schilderijen die hij in zijn atelier maakte, baseerde hij dikwijls op foto's die hij eerder van locaties in Amsterdam had genomen, zoals ook toentertijd Breitner zijn fotografie gebruikte. Hierdoor zijn in Witsens zijn fotografie veel gebouwen maar ten dele in beeld gebracht en vaak afgesneden, waardoor de compositie van de schilderijen ook echt aanvoelt als een foto. Maar bovendien fotografeerde Witsen ook vaak zijn kunstenaarsvrienden in allerlei gemoedstoestanden, en creëerde zo een indrukwekkend oeuvre van karakterportretten. Behalve zijn vrienden fotografeerde hij zijn familieleden, zijn opgroeiende kinderen en talloze steden en landschappen, op zijn reizen door Europa.
Witsen was weliswaar niet professioneel geschoold als fotograaf, maar hij had veel oog voor de specifieke beeldende mogelijkheden van dit medium. Hij zocht geen flatterende poses en retoucheerde niet; hij liet zich niet leiden door de fotografische tradities van zijn tijd, maar koos een eigen benadering. Licht was voor hem als impressionistisch schilder het belangrijkste beeldmiddel. Met sterke licht-donker contrasten 'beeldhouwde' hij zijn onderwerpen. Plasticiteit en dieptewerking zijn daardoor in ruime mate in Witsens foto's aanwezig. Ook selectieve scherpte gebruikte hij om diepte te verkrijgen. Bij voorkeur fotografeerde hij buiten bij daglicht; in zijn atelier gebruikte hij kunstlicht, meestal van één enkele lichtbron. In zijn schilderkunstige toepassing van licht stond Witsen niet alleen. Een vergelijkbare plastiek, ontstaan door sterke lichtcontrasten, is te zien in foto's van enkele tijdgenoten als Breitner en Thomas Eakins. Dit modellerend gebruik van licht was in de Nederlandse beroepsfotografie van de jaren negentig nog niet gebruikelijk. Witsen was ook onorthodox in de wijze waarop hij beeldvullend durfde te werken. Portretten liet hij door het kader oversnijden, wanneer hij meende daarmee karakteristieken naar voren te kunnen halen. Hij componeerde en regisseerde weloverwogen bij het maken van een portret, maar wanneer de situatie daar aanleiding toe gaf, hanteerde hij zijn camera snel en spontaan; 'snapshots' komen dan ook regelmatig voor. Door zijn vrije omgang met de camera leerde Witsen een specifiek fotografische vormentaal beheersen: close-ups, beeld-oversnijdingen, selectieve scherpte en dubbeldrukken gebruikte hij als beeldmiddelen, enkele decennia voordat zijn vakbroeders in de fotografie deze hanteerden.

## Brieven
Witsens in literair- en kunsthistorisch opzicht belangwekkende correspondentie staat op de site van de DBNL. Als gevolg van de samenwerking tussen de Koninklijke Bibliotheek en een groot aantal instellingen zijn duizenden persoonlijke documenten en foto’s betreffende Witsen en zijn kring digitaal toegankelijk via de online beeldbank Het geheugen van Nederland onder de titel: Willem Witsen, Tachtiger in brief en beeld.

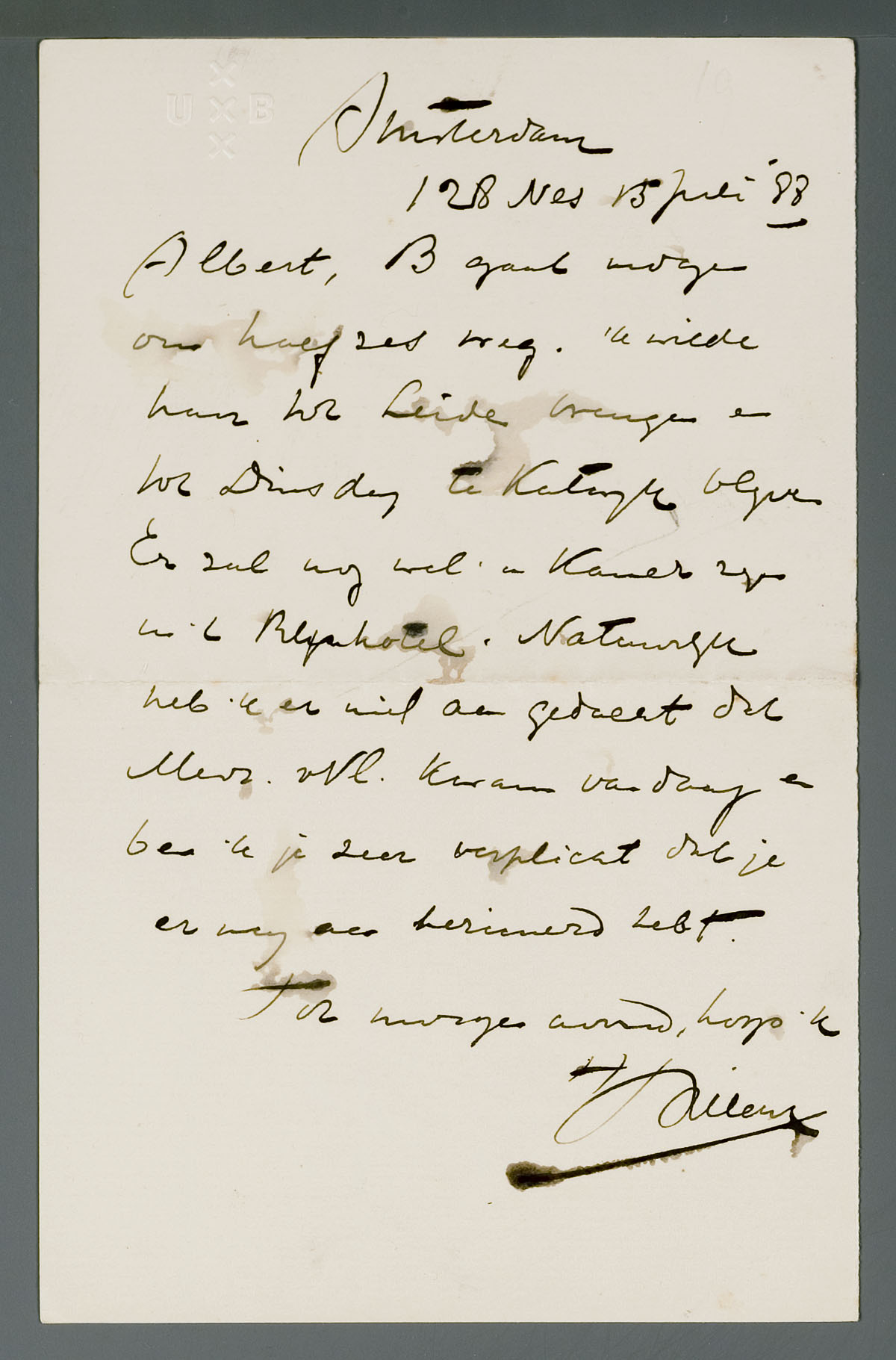
Brief van Witsen aan Verwey (1888)
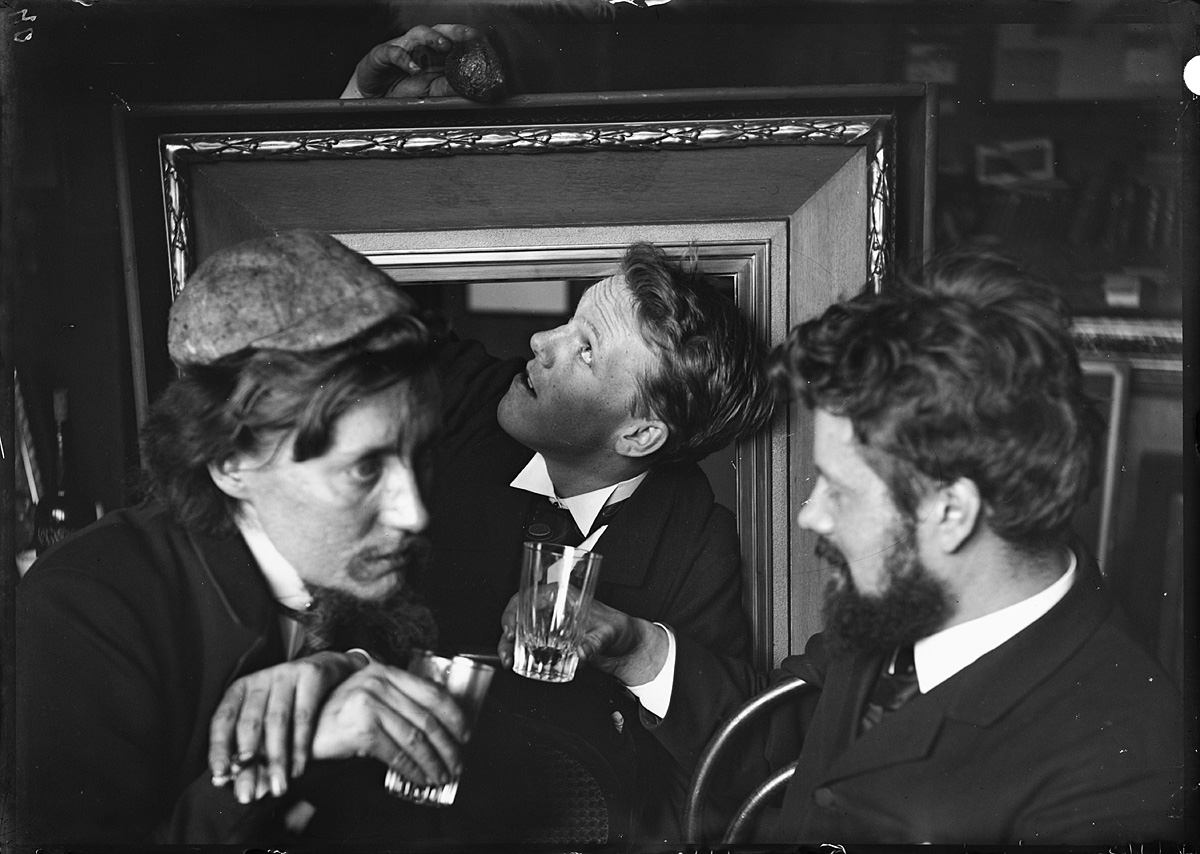
Willem Kloos, Pet Tideman en Hein Boeken (1892)
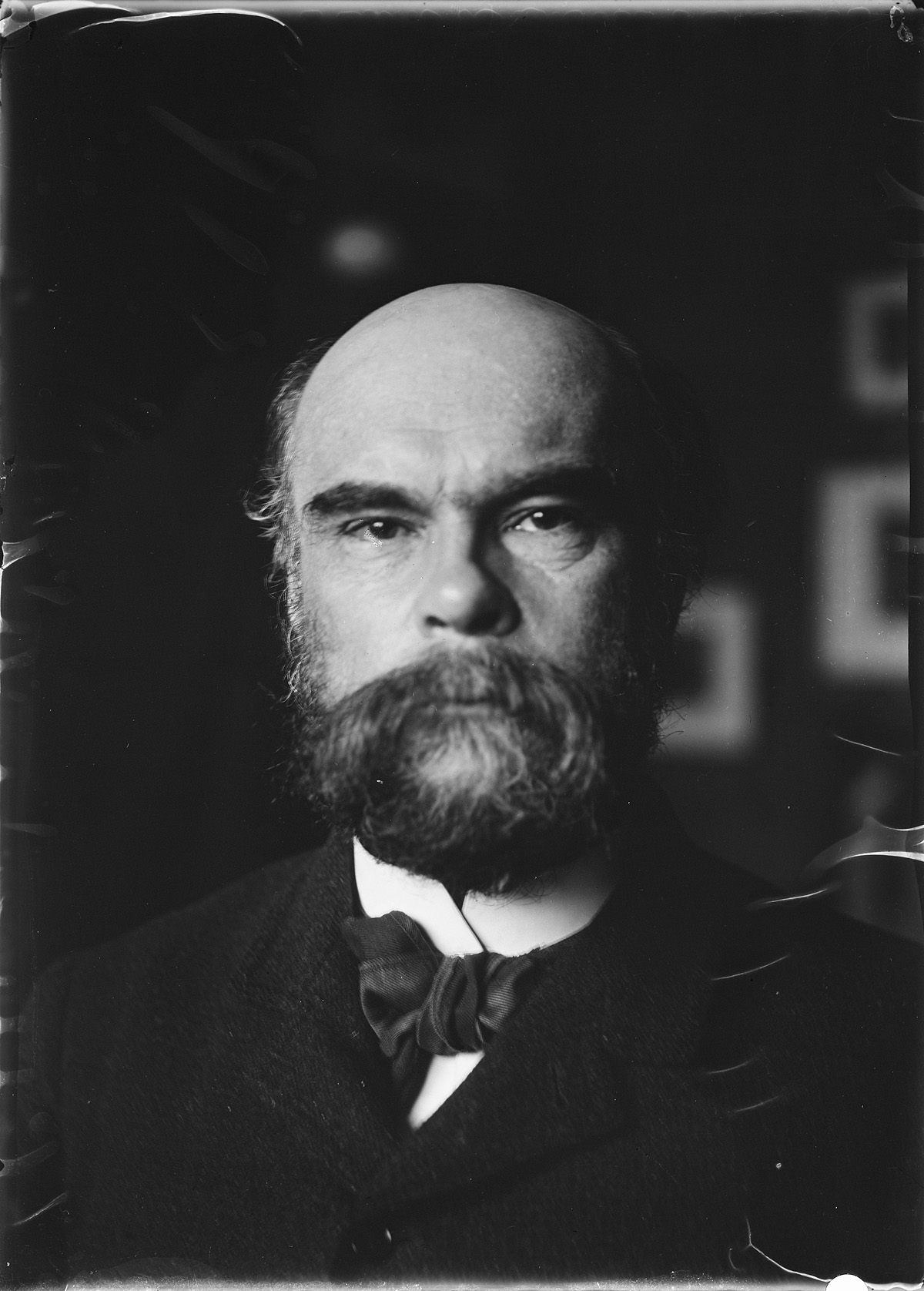
Paul Verlaine (1892)
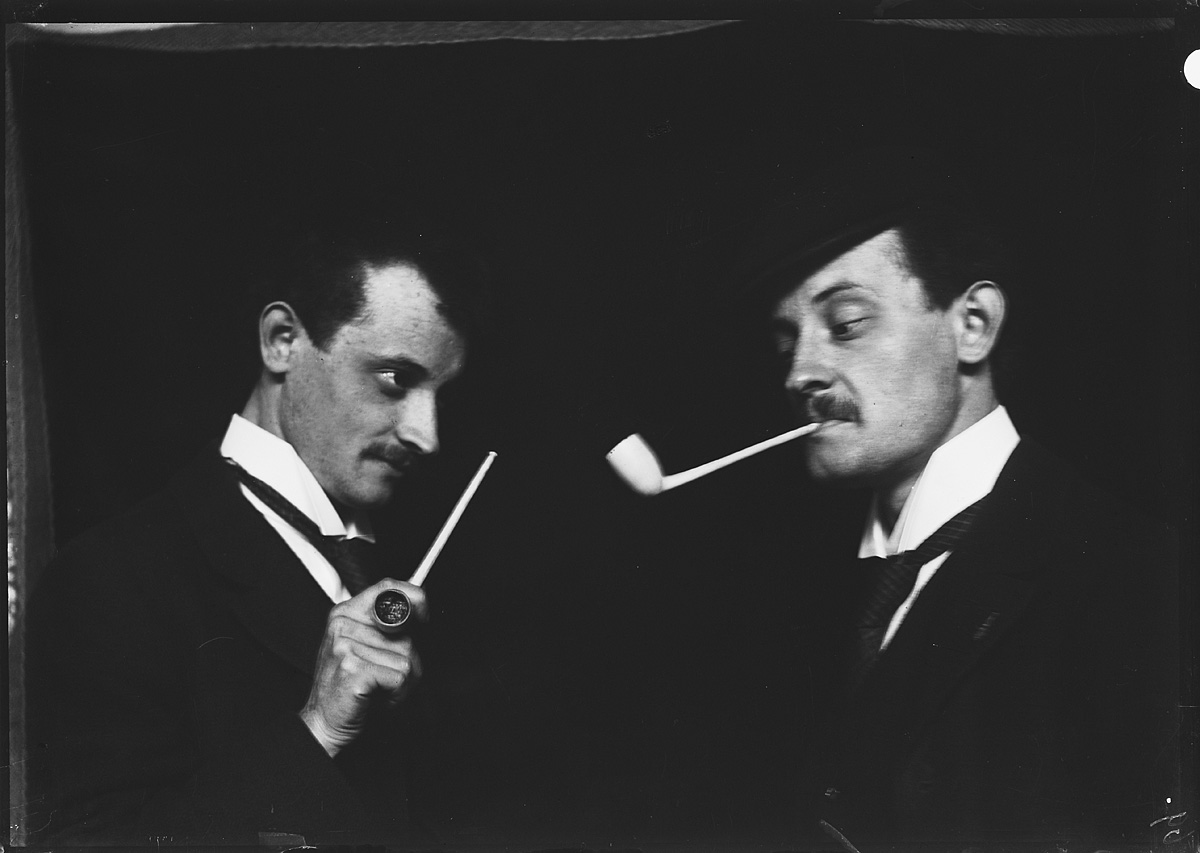
Dubbelportret van Arthur van Schendel (1899)
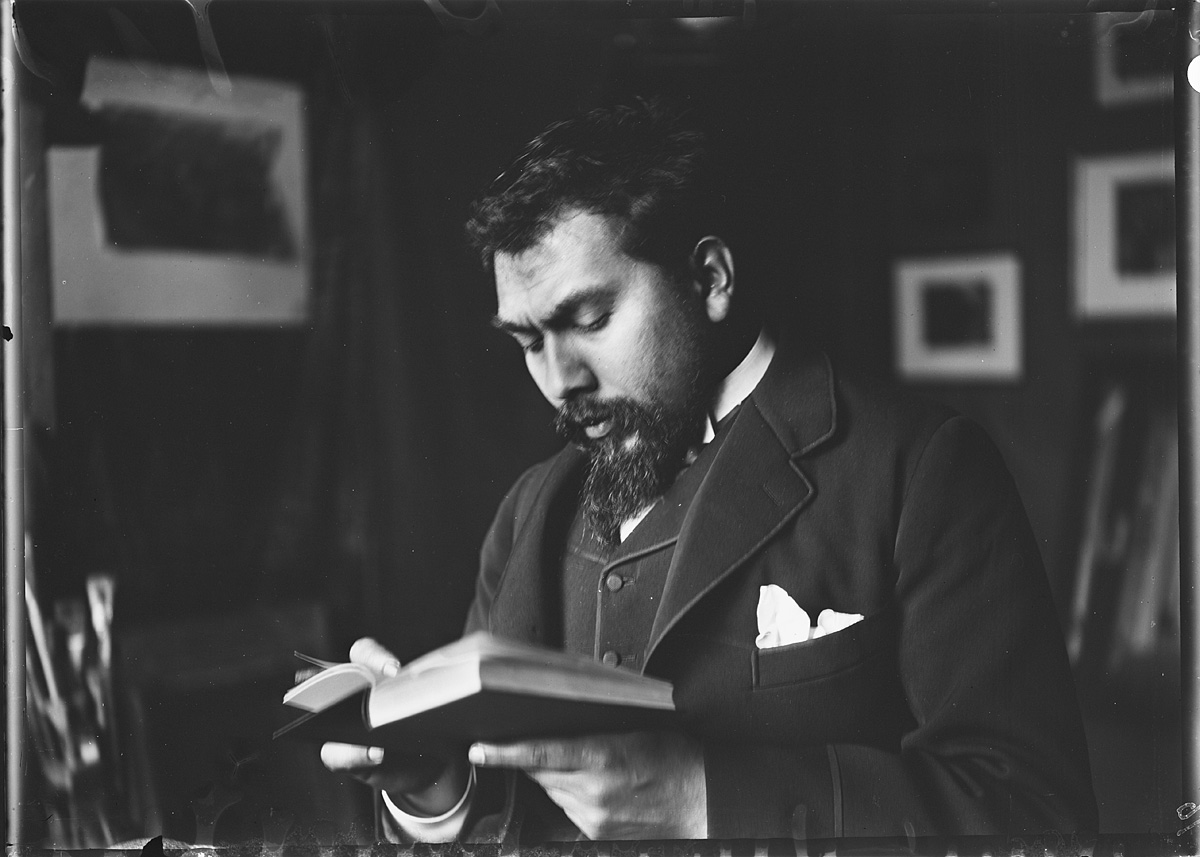
Jan Toorop in Witsens atelier

## Familie

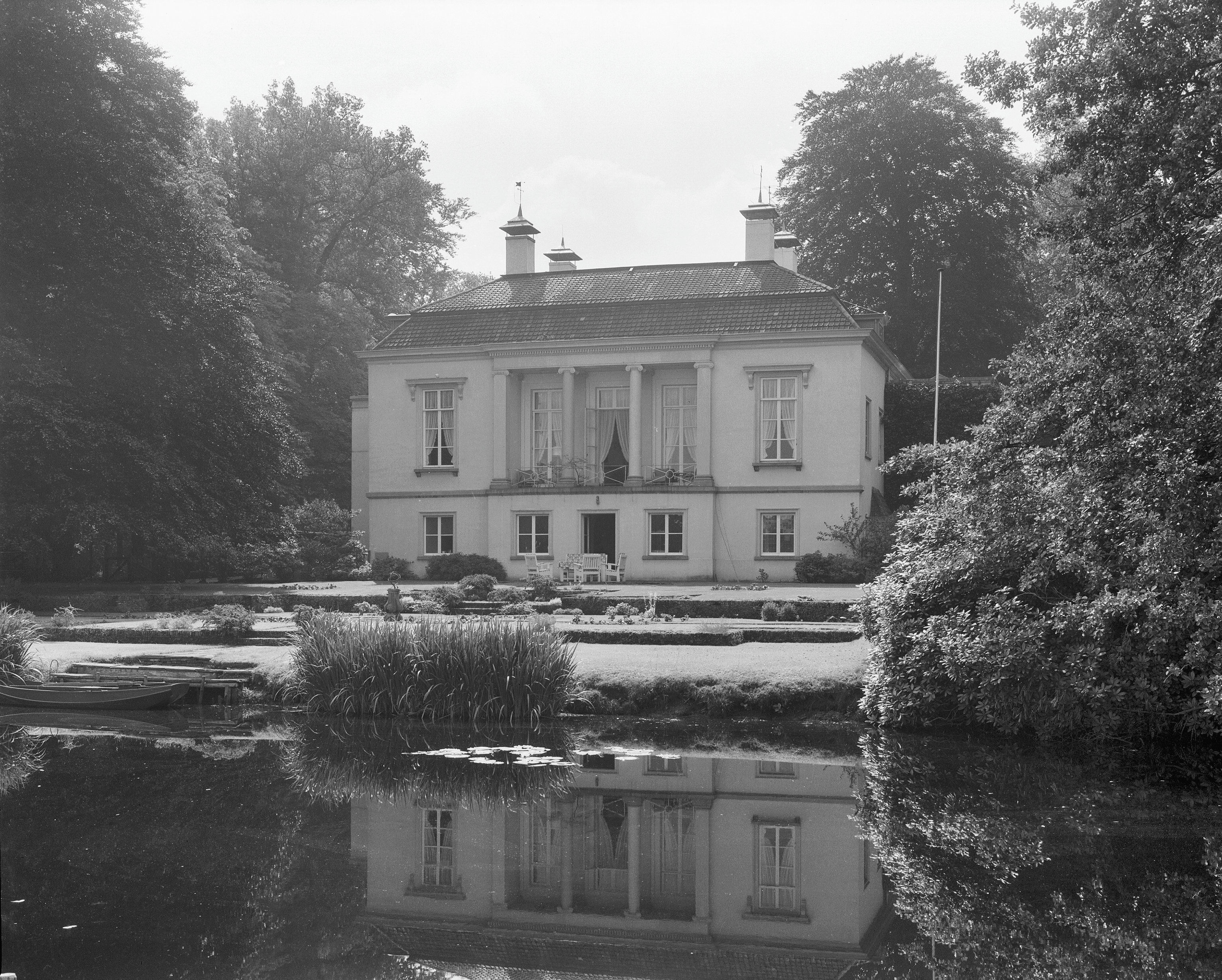
Achterzijde Ewijckshoeve

Willem was de jongste van negen kinderen, waarvan er drie jong overleden. In 1873 stierf zijn moeder toen Willem nog op het gymnasium zat. In 1879 overleed zijn broer Karel te Batavia. Witsens zus Anna (de zangeres Anna Agnes Witsen) was op 21 juli 1883 opgenomen in het Geneeskundig Gesticht voor Krankzinnigen te Utrecht. Volgens haar arts gaf zij duidelijk blijk van 'krankzinnigheid, onder den vorm van zwaarmoedigheid, met allerhande valsche voorstellingen en opvattingen..' In 1889 maakte zij ten slotte een einde aan haar leven; zij verdronk zich in de vijver van het buitenhuis van de familie, de Ewijckshoeve. Herman Gorter verwerkte deze gebeurtenis in zijn gedicht in de zwarte nacht is een mensch aangetreden opgenomen in zijn bundel 'Verzen' (1890). Schrijver Arthur Japin liet zich in zijn toneelstuk Absinthe (2013) inspireren door Willem Witsens vriendenkring en de tragische omstandigheden rond de dood van zijn zuster Anna.
De roman ‘Wat stilte wil’ uit 2022 van Arthur Japin is gewijd aan Anna Witsen (1855-1889) dochter en zangeres uit een patriciersgeslacht en zus van de kunstschilder Willem Witsen. Zowel Willem Witsen als de componist Julius Röntgen zijn een prominente rol toebedeeld in deze roman.
Jurist en planoloog Jenno Witsen is zijn kleinzoon.

## Galerij van werken

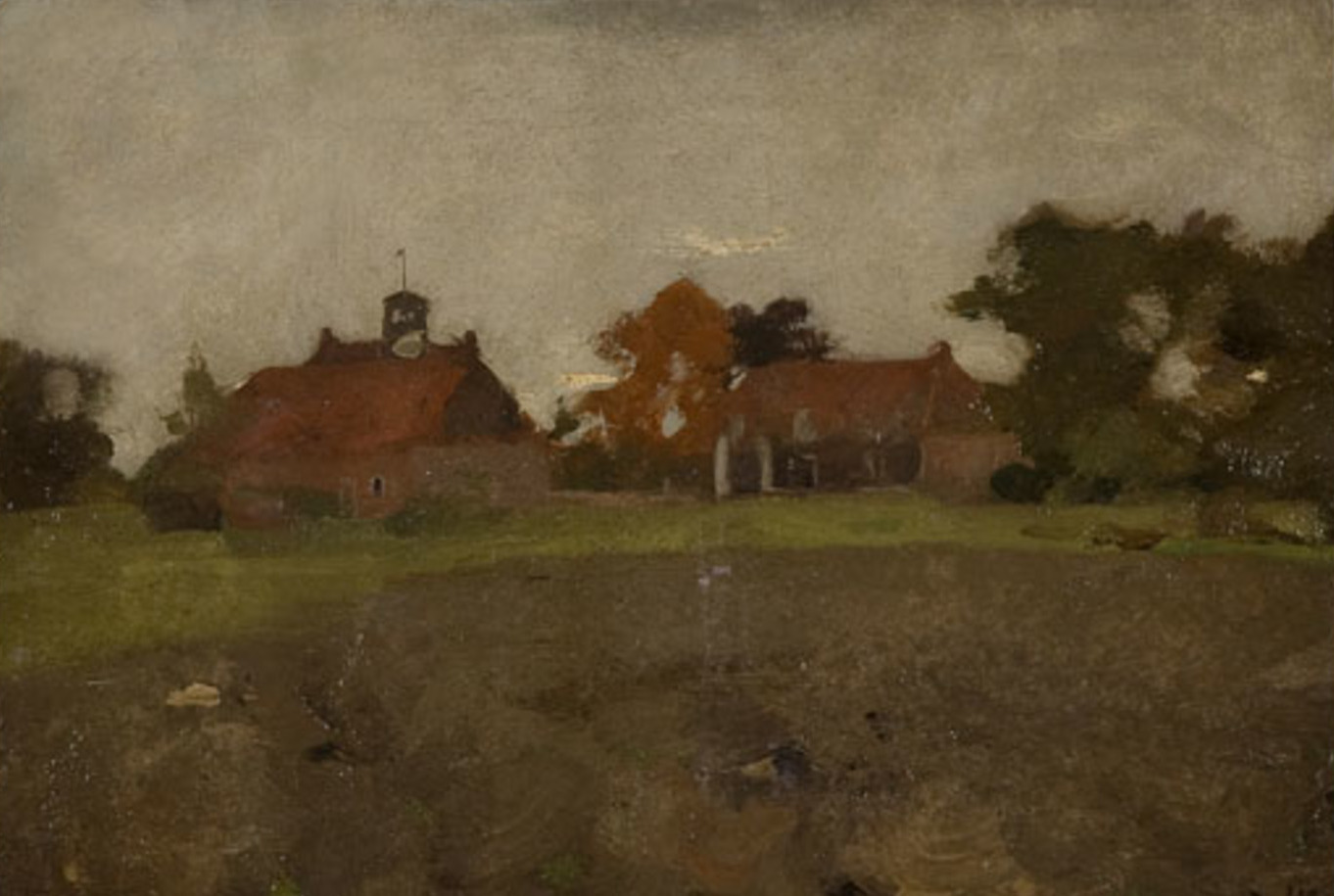
Landschap bij Diepenheim (Warmerlo) (1886-1887), olieverf op doek, RCE
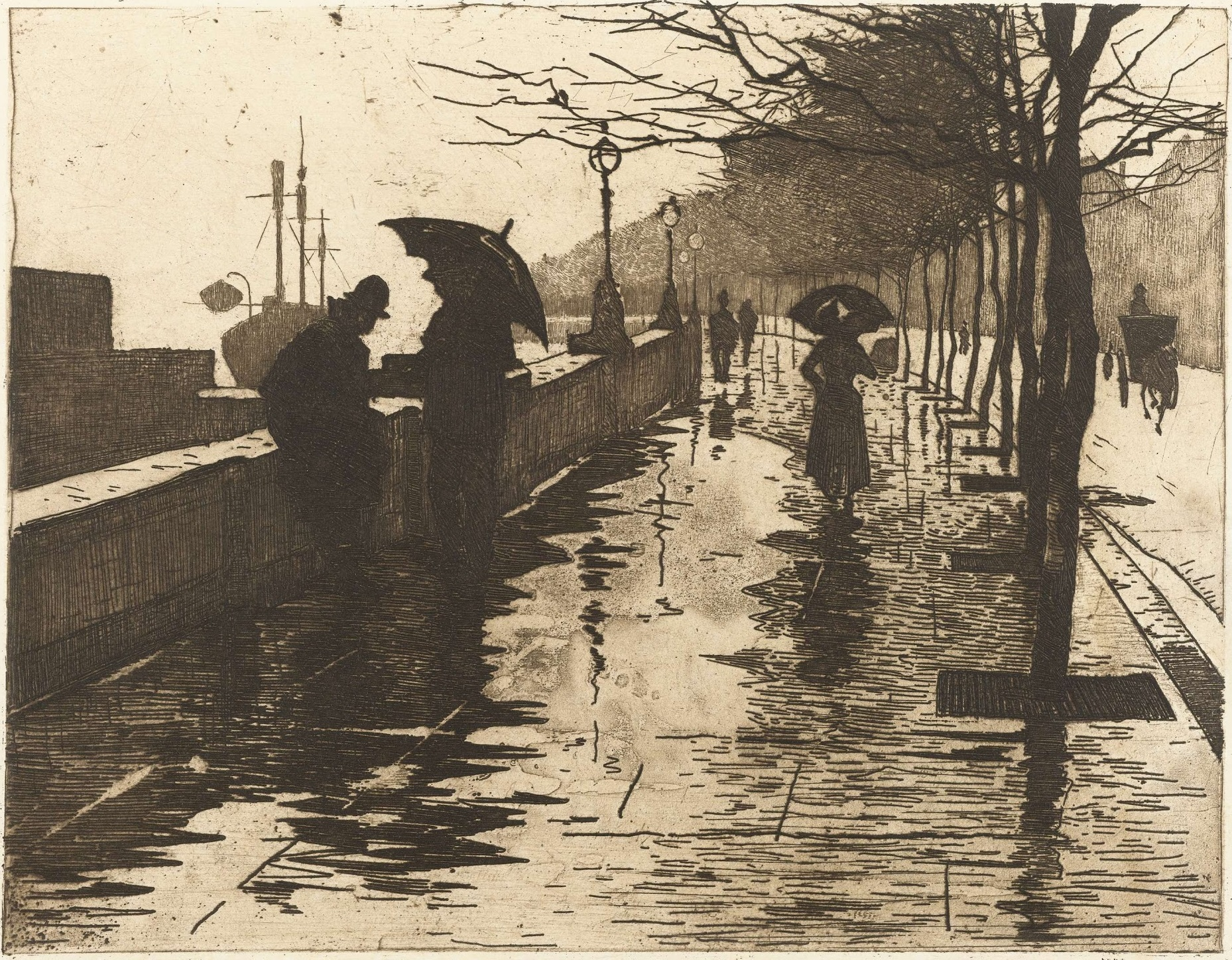
Regen, Thames Embankment, London (1890), ets op papier, Rijksmuseum Amsterdam
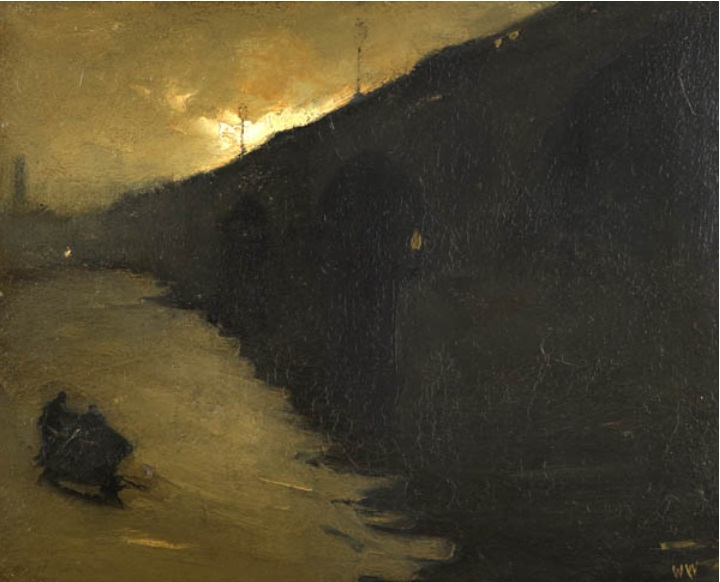
Waterloo Bridge, London (1890), olieverf op board, Fondation Custodia
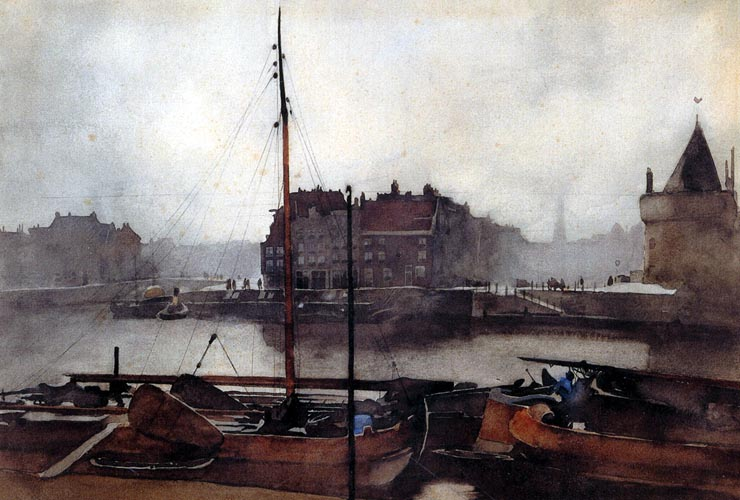
Prins Hendrikkade te Amsterdam (1891), aquarel op papier
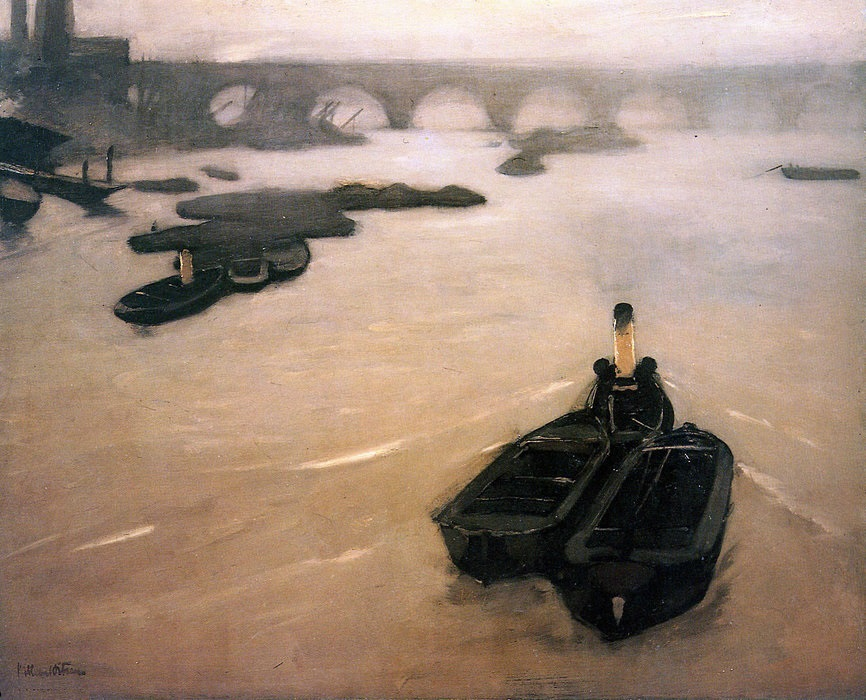
Riviergezicht te Londen (ca. 1900), olieverf op paneel, Kröller-Müller Museum
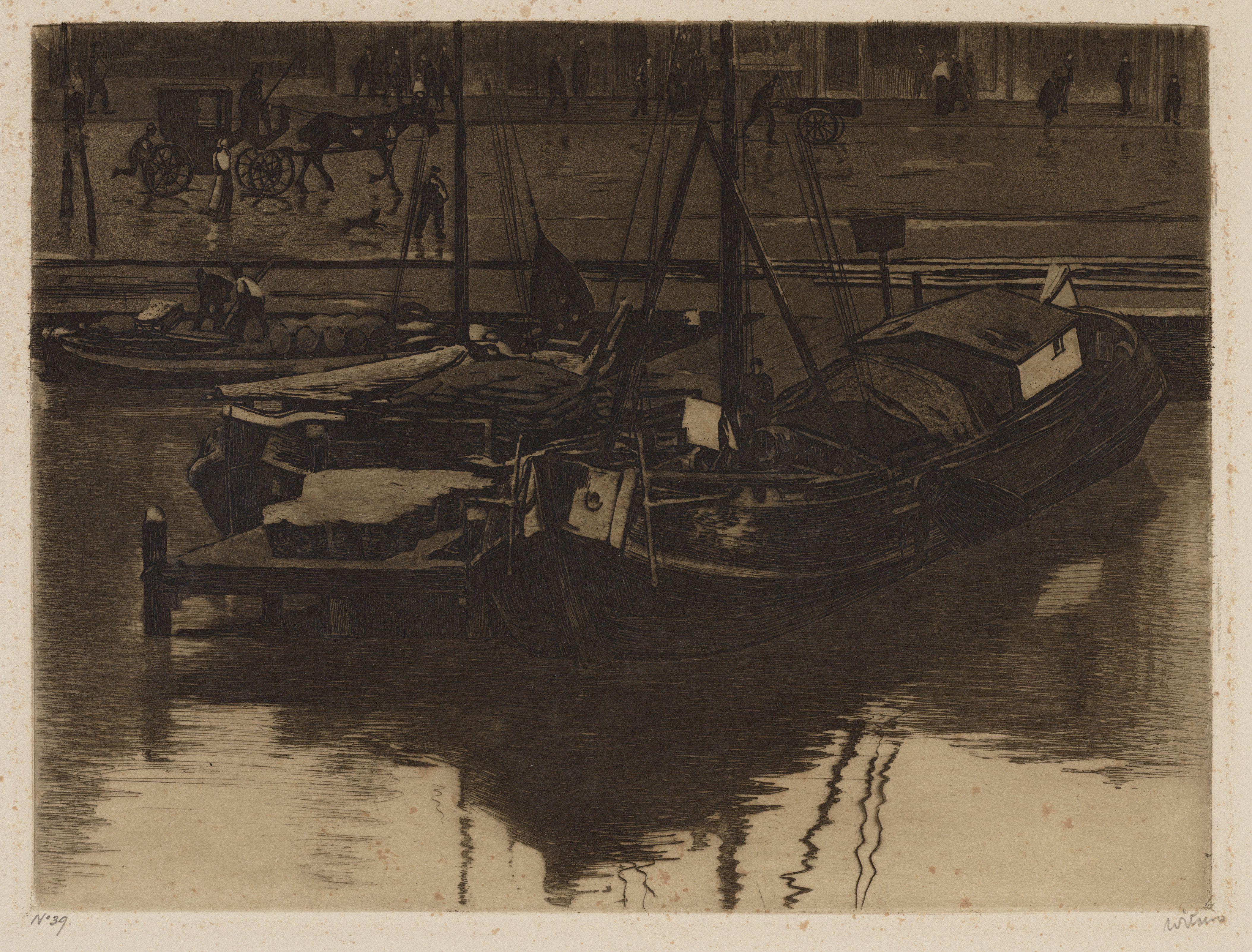
Beurtschepen aan een steiger langs het Damrak (1906), ets op papier, Stadsarchief Amsterdam
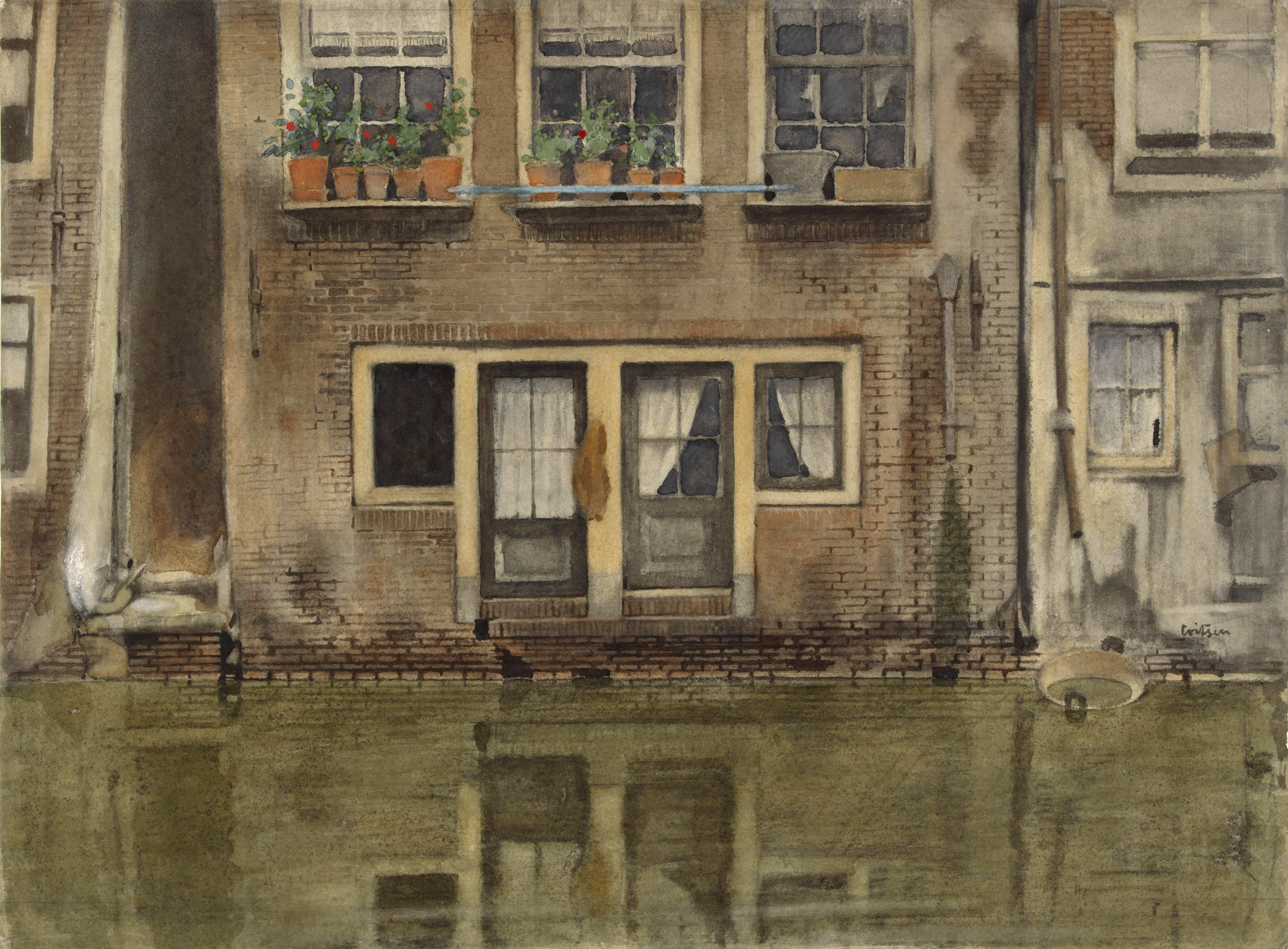
Huizen aan een gracht te Amsterdam (1907), aquarel op papier, Rijksmuseum Amsterdam
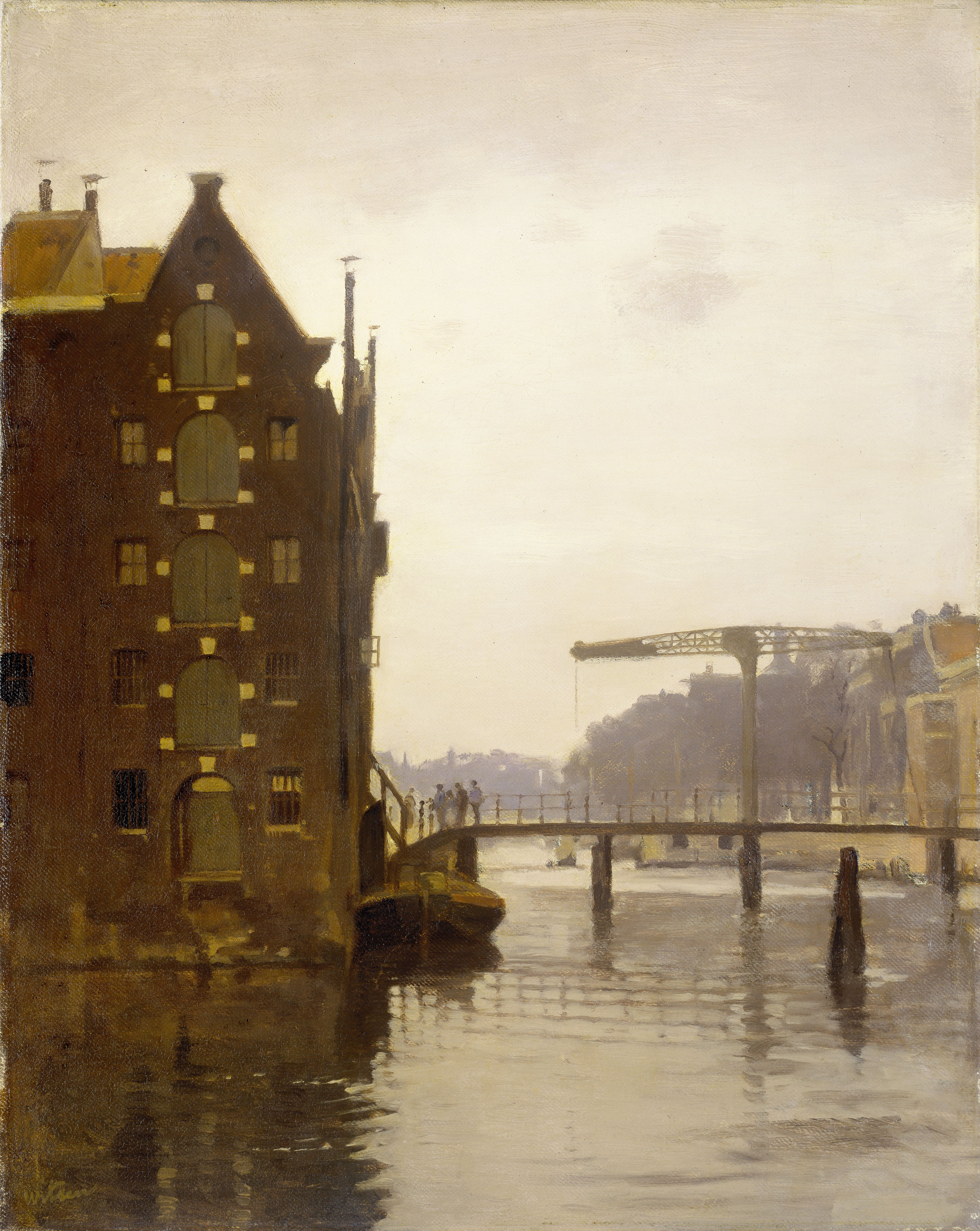
Pakhuizen aan een Amsterdamse gracht op Uilenburg (1911), olieverf op doek, Rijksmuseum Amsterdam
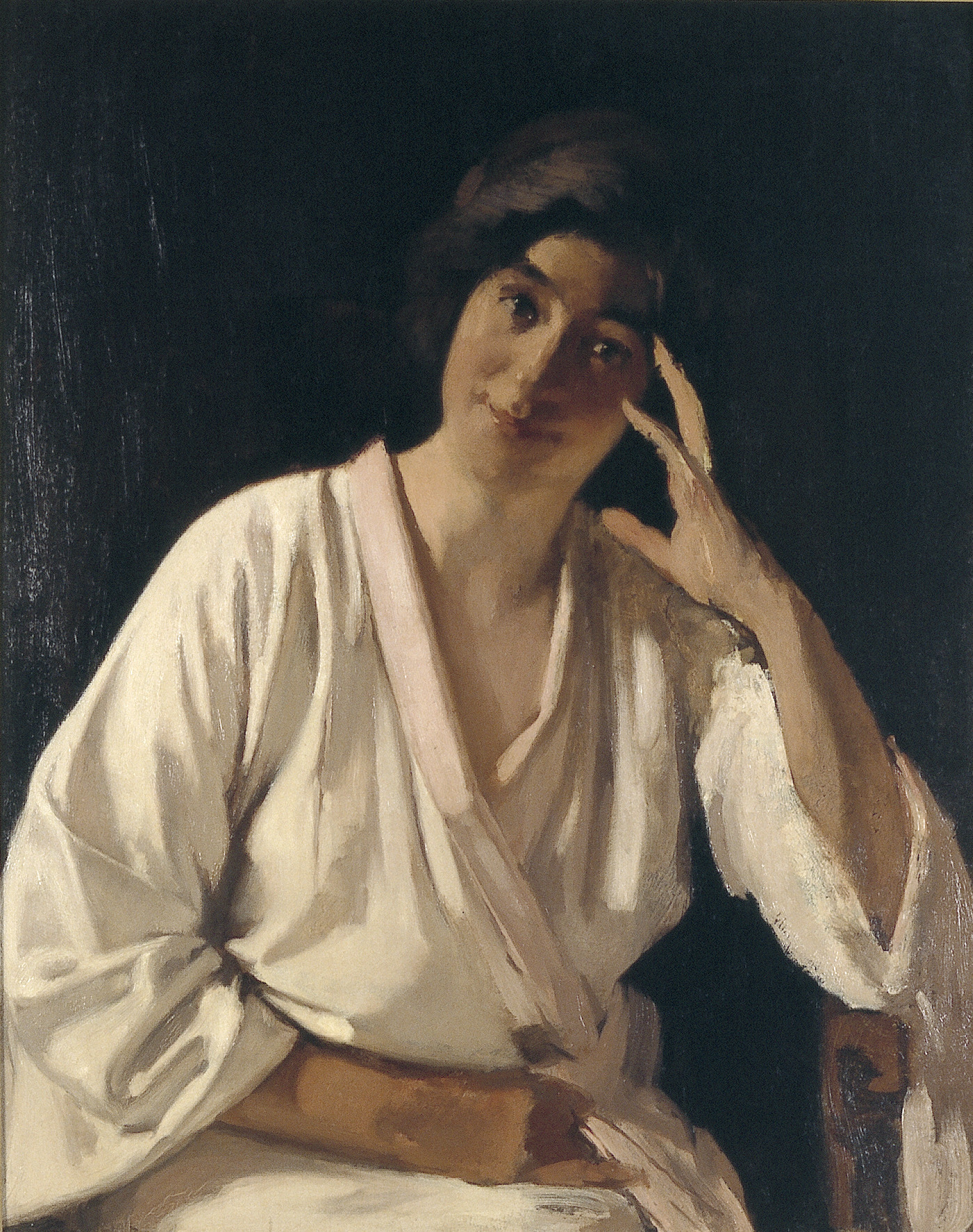
Maria Witsen-Schorr in witte kimono (1917), olieverf op doek, Instituut Collectie Nederland

## Het Witsenhuis
Het Witsenhuis is het voormalige atelier van Willem Witsen in Amsterdam. Daar werkten ook Isaac Israëls, Breitner en de beeldhouwster Saar de Swart. Witsen huurde een atelier vanaf 1891. Op 7 tot 11 november 1892 kwam Paul Verlaine op bezoek en schonk niet Witsen, maar Israels een dichtbundel. Kloos en Boeken betrokken een verdieping in het pand tot de eerste ondergebracht werd in een inrichting in Velp (1895). Vervolgens huurde Witsen het hele pand; zijn echtgenote in spé en haar nichtje, werden onderhuurster. Vanaf 1906 bewoonde hij het pand permanent. In het hoge atelier liet Witsen een tussenverdieping aanbrengen. In december 1924 kocht Maria Schorr, de weduwe, Oosterpark 82. Schorr stelde zich op als schatbewaarder van haar overleden echtgenoot; haar huis werd een kluis, vermeldt Jessica Voeten, die als kind in het pand opgroeide als dochter van de dichter-vertaler Bert Voeten en de schrijfster Marga Minco. In 1934 is de weduwe acht maanden lang opgenomen geweest in de Valeriuskliniek. In 1936 bracht zij opnieuw een bezoek aan haar broer op Oost-Java. In 1940 schonk zij het pand aan de Nederlandse staat, bestemd als onderkomen van armlastige schrijvers. Aan de inrichting van de eerste verdieping, met het atelier van Witsen en de Verlaine-kamer, is weinig veranderd. Deze verdieping is beperkt voor het publiek toegankelijk.

## Werken in openbare collecties (selectie)
- Instituut Collectie Nederland
- Rijksmuseum Amsterdam